# Andy Fraser
Andrew McLan 'Andy' Fraser (3. července 1952, Paddington, Londýn – 16. března 2015) byl britský hudebník, známý jako skladatel a baskytarista skupiny Free.

## Kariéra
Na piano začal hrát ve věku pěti let a cvičil klasickou hudbu do dvanácti, kdy přešel na kytaru. Od třinácti let hrál v klubech na East Endu, a po skončení školy v patnácti letech byl zapsán na školu Hammersmith F.E. College. Tam potkal Sappho Kornerovou, dceru Alexise Kornera, který se pro něho stal druhým otcem. V roce 1968 zavolal Kornerovi John Mayall, že hledá baskytaristu. Korner navrhl Frasera, který tak ve věku 15 let nastoupil do profesionální kapely a vydělával 50 liber týdně.
Korner byl také iniciátorem Fraserova vstupu do vlivné skupiny Free, kterou tvořili Paul Rodgers (zpěv), Paul Kossoff (kytara) a Simon Kirke (bicí). Fraser byl společně s Rodgersem spoluautorem písně "All Right Now", která se stala hitem číslo 1 a společnost ASCAP (American Society of Composers, Authors, and Publishers) v roce 1990 tuto píseň označila jako hit číslo jedna v mezinárodním měřítku, protože jenom v samotných Spojených státech ji rádia vysílala milionkrát.
V roce 1971 Fraser odešel od Free a založil trio Toby, s kytaristou Adrianem Fisherem (později Sparks) a bubeníkem Stanem Speakem. Skupina nahrávala, ale nikdy nic nevydala. Fraser se znovu připojil k Free v listopadu 1971. Podruhé skupinu opustil v červnu 1972.
Po tomto odchodu od Free, Fraser založil skupinu Sharks se zpěvákem Snipsem (později Baker Gurvitz Army), kytaristou Chris Speddingem a bubeníkem Marty Simonem. Po debutovém albu First Water (1973) Fraser odešel.
Zemřel roku 2015 ve věku 62 let.